# Kup Jugoslavenskog nogometnog saveza 1923.
Kup Jugoslavenskog nogometnog saveza 1923. bilo je prvo kup natjecanje koje je organizirao Jugoslavenski nogometni savez. Zbog nedolaska rumunjske nogometne reprezentacije na prijateljsku utakmicu JNS je u posljednji trenutak organizirao kup natjecanje u kojem su sudjelovale četiri najjače zagrebačke momčadi. Natjecanje je odigrano sredinom listopada 1923. godine. Pokal JNS-a osvojio je HAŠK koji je u završnoj utakmici pobijedio Concordiju 2:0. Oba pogotka postigao je Eugen Emil Plazzeriano. Prigodni pokal je nakon utakmice pobjedniku uručio predsjednik Jugoslavenskog nogometnog saveza dr. Miroslav Petanjek.

## Sudionici natjecanja
- Concordia Zagreb
- Građanski Zagreb
- HAŠK Zagreb
- Šparta Zagreb

## Rezultati
| Datum                   | Mjesto | Momčadi               | Rezultat |
| ----------------------- | ------ | --------------------- | -------- |
| 1. krug (poluzavršnica) |        |                       |          |
| 14. listopada 1923.     | Zagreb | Concordia - Građanski | 1:0      |
| 14. listopada 1923.     | Zagreb | HAŠK - Šparta         | 4:0      |
| Završnica               |        |                       |          |
|                         | Zagreb | HAŠK - Concordia      | 2:0      |